# Манібек
Манібек (англ. Money back, повернення грошей) — маркетингові програми, що додатково преміюють споживача шляхом повернення частини грошей, витрачених на покупку товару, послуги у межах певної коаліційної програми лояльності.

## Історія
Термін походить від поєднання англійських слів money nf back, тобто «повернення грошей». Мета застосування — мотивація потенційного покупця до покупки товару (послуги), до лояльності до бренда, послуги, стимулювання подальших покупок.

### Економічне застосування
Манібек отримують покупці товарів або споживачі послуг, на які розповсюджується програма лояльності, як фінансова винагорода за лояльність при покупках товарів або послуг у певному колі партнерів. У роздрібній та інтернет-торгівлі манібек — це відстрочена знижка, яка повертається клієнтові після закінчення періоду, відведеного на обмін або повернення. Інколи замість слова «манібек» економісти вживають термін кешбек — обидва терміни мають однакове значення у фінансовому глосарію.

### Досвід використання
Манібек почали використовувати у 1970-х. Спочатку це був складний економічний механізм, який не знаходив широкої підтримки через складність обчислення й способу повернення. Але з розвитком електронного обігу грошей і пластикових карток манібек став розвиватися як один з найефективніших методів боротьби за клієнта.
Зокрема, найбільша програма лояльності Великої Британії — Нектар Лоялті кард, заснована 2002 року, сплачує манібек із 2003 року, загальний обсяг сплаченого за рік манібека складає у середньому 110 млн фунтів.
Понад 18 млн німецьких сімей збирає бали Payback. Картка Payback Plus займає третю сходинку в рейтингу найбільш поширених серед німецьких споживачів карт. В Білорусі поширена програма лояльності Keycard, яка має понад 200 партнерів у країні.